# Matteo Franzoni
Pour les articles homonymes, voir Franzoni.
Matteo Franzoni, né le 2 octobre 1682 à Gênes et mort le 11 janvier 1767 à Gênes, est un homme politique gênois, 165e doge de Gênes du 22 juin 1758 au 22 juin 1760.

### bibliographie
- (it) Sergio Buonadonna et Mario Mercenaro, Rosso doge. I dogi della Repubblica di Genova dal 1339 al 1797, Gênes, De Ferrari, 2007